# Maurits Cornelis Escher
Maurits Cornelis (Mauk) Escher (Leeuwarden, 17 juni 1898 – Hilversum, 27 maart 1972) was een Nederlandse kunstenaar, die bekend is om zijn houtsneden, houtgravures en lithografieën, waarin hij vaak speelde met wiskundige principes. Hij signeerde zijn werk met MCE.
Zijn gravures verbeelden vaak onmogelijke constructies, studies van oneindigheid en in elkaar passende meetkundige patronen (vlakverdelingen) die geleidelijk in volstrekt verschillende vormen veranderen. Enkele zeer bekende voorstellingen die hij tekende zijn ontworpen rond onmogelijke objecten zoals de Penrose-trap. Pas in de jaren vijftig van de twintigste eeuw kreeg hij in bredere kring erkenning als kunstenaar, vooral in de VS. Kristallografen en wiskundigen ontdekten in zijn werk symmetrieën en thema's uit hun vakgebieden. Eschers grafische werk wordt vanaf 1960 in wetenschappelijke (leer)boeken gebruikt.
In de jaren zestig werd zijn werk – tot zijn verbazing – vanwege de fantastische parallelle werelden door hippies en popsterren omarmd.

## Bekende voorbeelden van Eschers werk
- Tekenen, waarin twee handen elkaar tekenen
- Lucht en water I en Lucht en water II, waarin een samenspel van licht en schaduw ervoor zorgt dat vissen in het water overgaan in vogels in de lucht
- Dag en nacht, waarin zwarte vogels voor een daglandschap overgaan in witte vogels die 's nachts vliegen
- Klimmen en dalen, waarin rijen mensen in een oneindige lus trappen op- en aflopen, op een constructie die onmogelijk gebouwd kan worden en die alleen getekend kan worden door gebruik te maken van gezichtsbedrog en perspectief

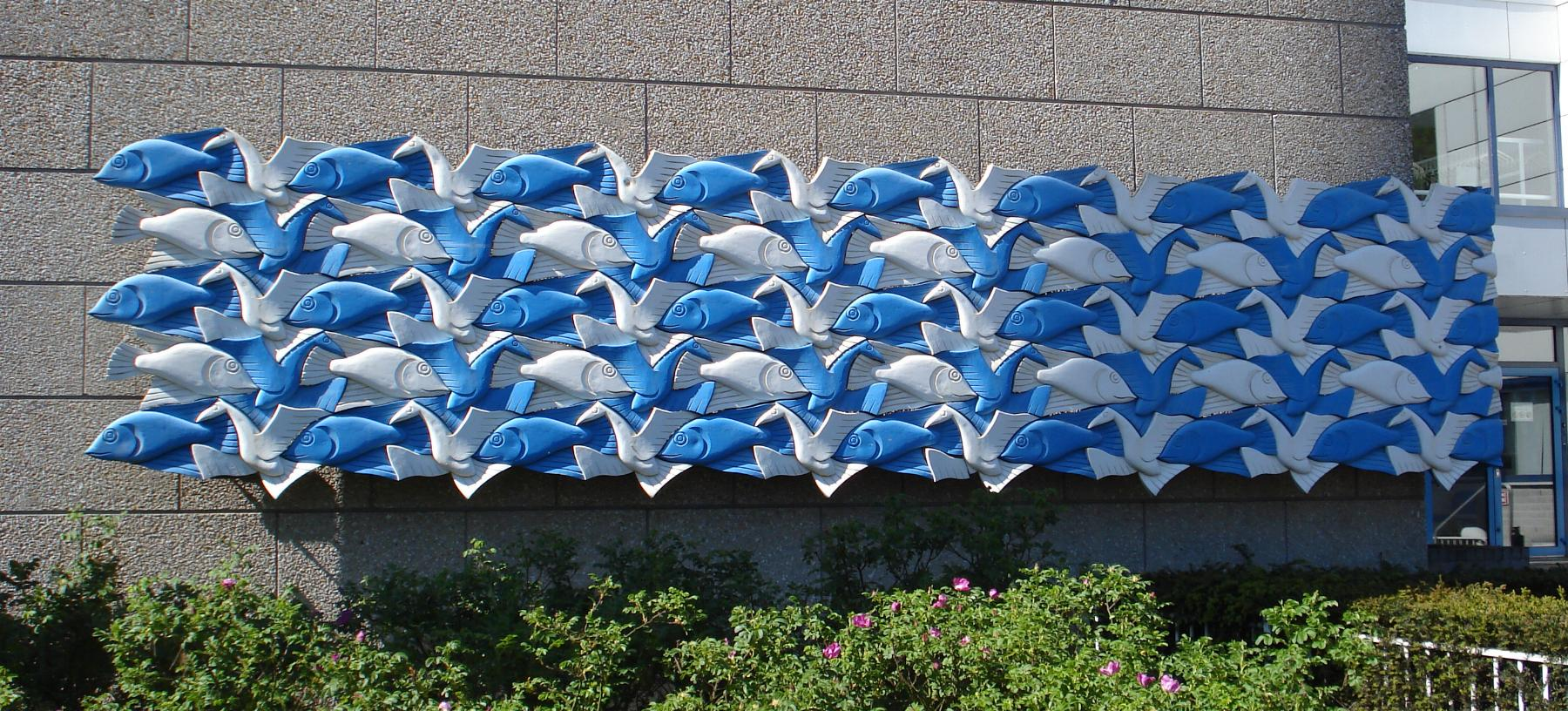
Reliëf aan de Houtrustweg in Den Haag.

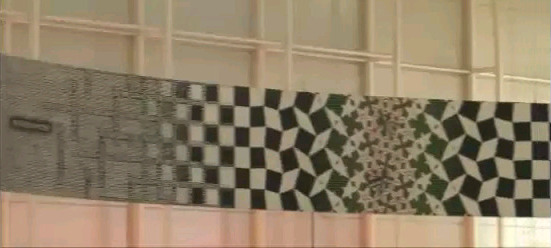
Metamorfose III van Escher, oorspronkelijk gemaakt voor het hoofdpostkantoor in Den Haag, sinds 2008 opgehangen op luchthaven Schiphol

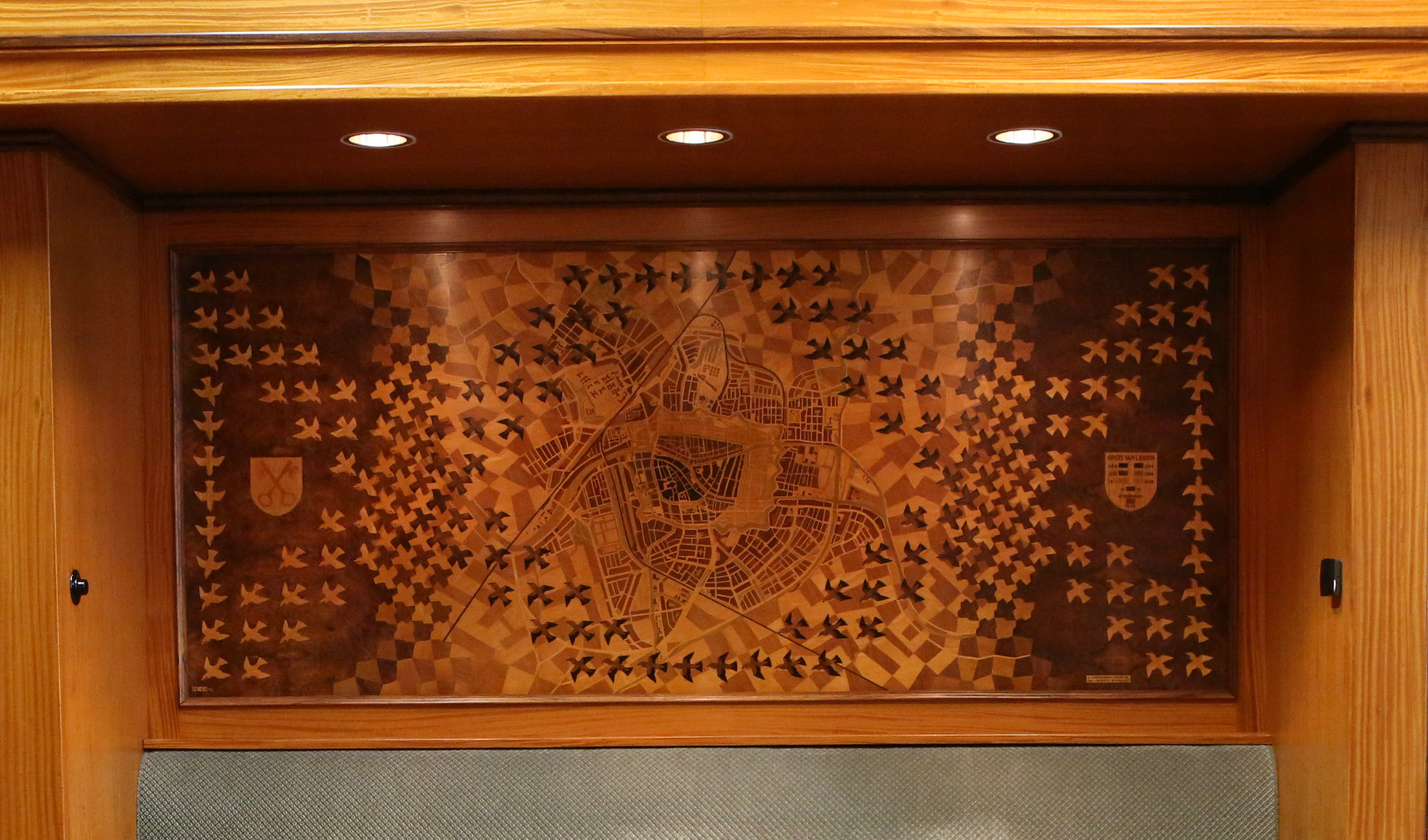
Houten versierd wandpaneel in het stadhuis van Leiden

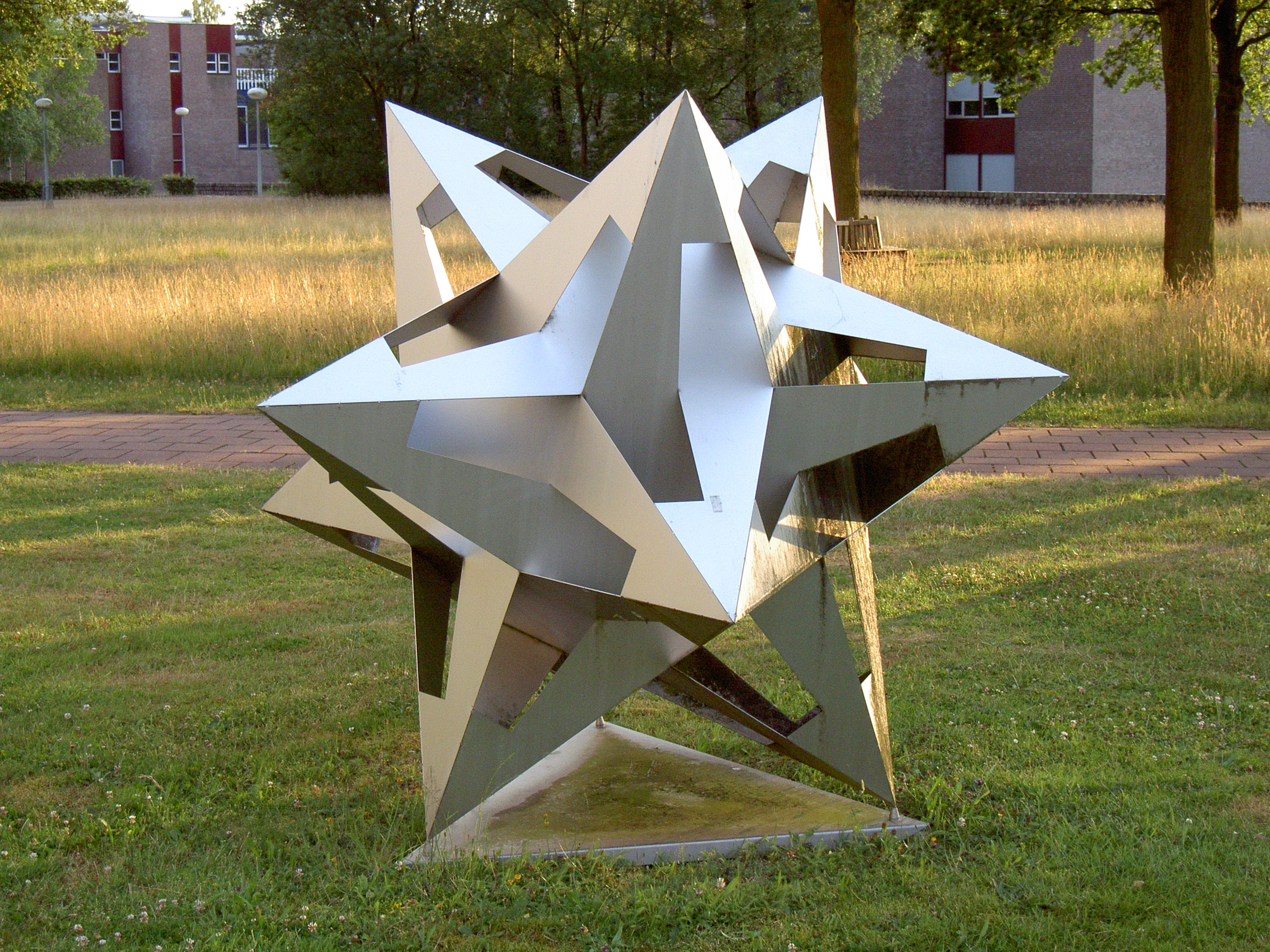
Sculptuur van een kleine sterdodecaëder naar een tekening van Escher. Grasveld Mesa+gebouw Universiteit Twente

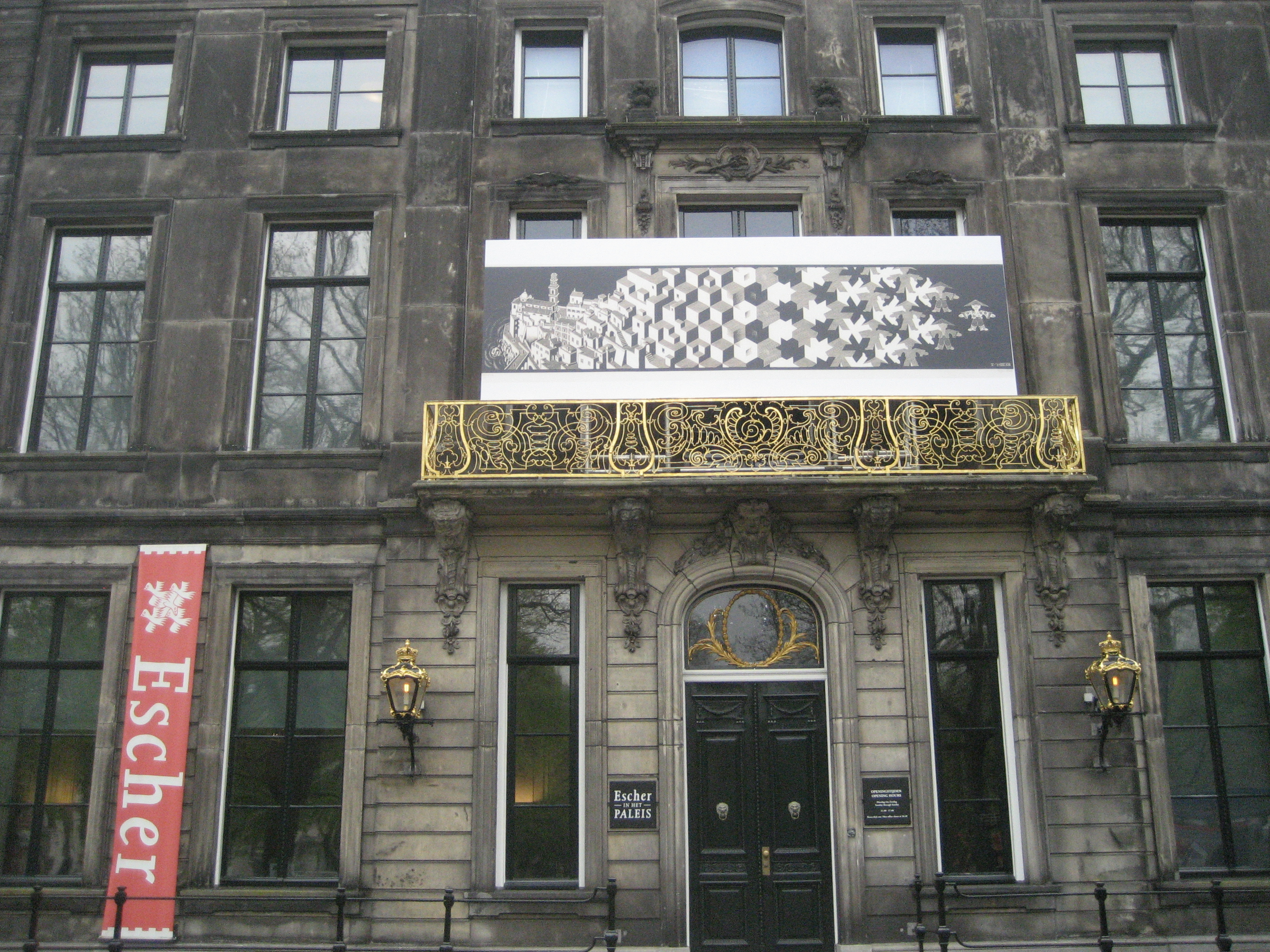
Eschermuseum in Den Haag.

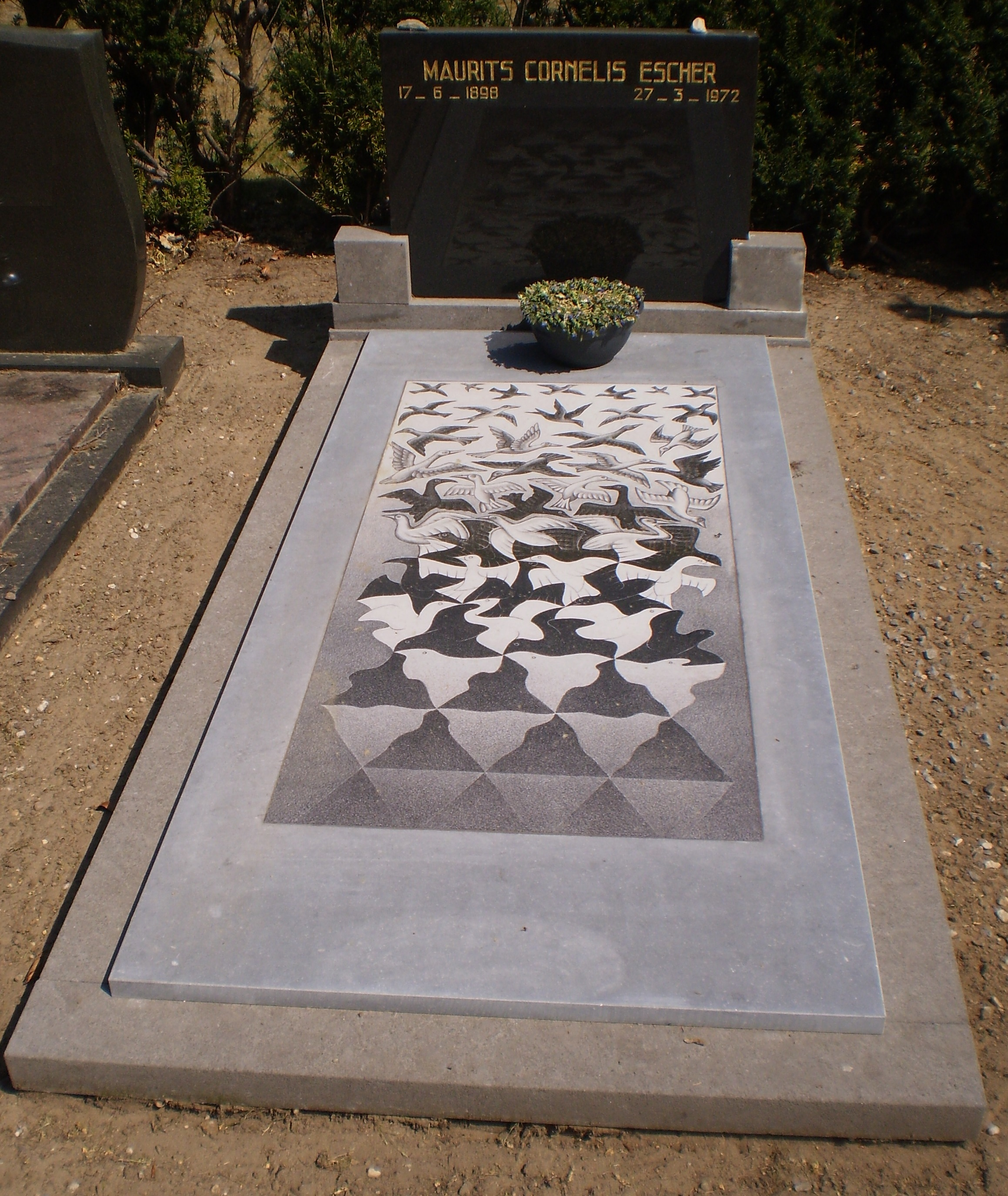
Grafsteen (2020)

## Levensloop

### Jeugd
Escher werd geboren als de jongste zoon van waterbouwkundig ingenieur George Arnold Escher en diens tweede vrouw, Sara Gleichman. De familie bewoonde een pand in de Grote Kerkstraat te Leeuwarden, een deel van het voormalige paleis van prinses Maria Louise van Hessen-Kassel, waarin nu het museum Princessehof gevestigd is. Een van zijn kunstwerken is op de buitenzijde van dit pand aangebracht. De uit Duitsland stammende familie telde intellectuelen en kunstenaars zoals Eschers jongere neef de componist Rudolf Escher. Binnen het gezin werd hij Mauk genoemd. In 1903 verhuisde de familie naar Arnhem, waar Escher de HBS volgde. Hij was goed in tekenen, maar verder was hij geen goede leerling: hij bleef tweemaal zitten en zijn resultaten waren pover. Zijn vader vond dat Escher een degelijke opleiding moest krijgen, zodat hij enkele maanden bouwkunde studeerde aan de TH Delft. Maar in 1919 ging Escher naar de School voor Bouwkunde, Versierende Kunsten en Kunstambachten in Haarlem. Al gauw schakelde hij over naar de richting van de sierende kunsten, waar hij les kreeg van Samuel Jessurun de Mesquita, een schilder en graficus uit een Portugees-Joodse familie. Escher zou met zijn door hem zeer gewaardeerde leermeester contact blijven houden tot 1944, toen De Mesquita - die op grond van zijn bijna adellijke Portugese stamboom meende van deportatie verschoond te zullen blijven - in het concentratiekamp Auschwitz werd vermoord.

### Verdere leven
Na het verlaten van de school in 1922 reisde Escher regelmatig en graag naar Spanje en vooral Italië, waar hij de Zwitsers-Russische Giulia 'Jetta' Umiker ontmoette, met wie hij in 1924 trouwde en drie zoons kreeg: George, Arthur en Jan. In deze landen tekende Escher landschappen (die hij zou gebruiken in latere werken) en planten en in Spanje bestudeerde hij de islamitische decoraties. 
Escher woonde 12 jaar in Atrani aan de Amalfikust. Diverse tekeningen van Escher zijn van deze plaats gemaakt of op locaties in en rond Atrani geïnspireerd. In Atrani hangen op diverse plaatsen waar Escher van geschilderd heeft de tekeningen en uitleg. 
Escher en zijn vrouw vestigden zich in Rome tot in 1935, toen het regime van Mussolini voor Escher onaanvaardbaar werd en de familie verhuisde naar Château-d'Œx in Zwitserland. Escher voelde zich evenwel niet thuis in Zwitserland en in 1937 verhuisde de familie naar Ukkel, nabij Brussel.
Op 20 februari 1941 ging het gezin Escher terug naar Nederland en verhuisde naar de Nicolaas Beetslaan 20 in Baarn. In 1943 werd de woning door de Duitsers gevorderd en op oudejaarsdag 1943 verhuisde het gezin naar villa Ekeby, Van Heemstralaan 56. Midden jaren vijftig werd de grond van de villa verkaveld en Escher kocht een kavel en liet een huis bouwen. Na de verkaveling werden de huisnummers gewijzigd en woonde hij, vanaf 1955 op Van Heemstralaan 28, waar hij tot 1970 bleef. Deze periode is Eschers productiefste, maar twee operaties weerhielden hem ervan prenten te maken. Tijdens zijn wandelingen door de bossen bij Baarn ontstonden de ideeën voor zijn werken Drie Werelden, Modderplas en Rimpeling. Eschers vrouw verhuisde in 1968 terug naar Zwitserland, waar ze de rest van haar leven zou doorbrengen.
Escher was ook eigenaar van een boerderij met 54 hectare grond gelegen aan de Voorweg in Zoetermeer, geërfd van zijn Haagse moeder. Hij bracht er geregeld tijd door, onder andere gedreven door honger in de Tweede Wereldoorlog. De boerderij werd verkocht aan de pachters in 1954.
In Baarn wordt op meerdere plekken aandacht geschonken aan de graficus Escher. Sinds 1994 bevindt zich boven de ingang van het gemeentehuis een kunstwerk in glas en in de hal is een muurplastiek in zwart-wit. In Baarn werd in het herinneringsjaar 1998 bij Sociëteit 'de Vereniging' aan het Stationsplein het stenen beeld Hommage aan Escher geplaatst. Ook kreeg Baarn in dat jaar de Escherlaan, waarbij de huizen aan deze straat aan de voorgevel een tegel met Eschermotief dragen. Op de rotonde in de Amsterdamsestraatweg staat het beeld Concentrische Schillen. In het Baarnsch Lyceum zijn voorbeelden te zien van toegepast werk van hem.
Escher verhuisde in 1970 naar het Rosa Spier Huis in Laren (NH), een rusthuis voor kunstenaars waar hij een eigen atelier had. Hij overleed in 1972 op 73-jarige leeftijd in Hilversum en werd begraven op de Nieuwe Algemene Begraafplaats aan de Wijkamplaan te Baarn.

## Werk

### Techniek
Escher had een sterke voorkeur voor technieken waarmee men met een zwart vlak begint en het zwart later weghaalt. Escher gebruikte dan ook houtsnede, houtgravure, lithografie en (in mindere mate) mezzotint. Tijdens zijn HBS-opleiding maakte hij ook enkele lino's.
Van Jessurun de Mesquita erfde Escher een voorliefde voor houtsnede op langshout, maar later (vanaf 1931) gebruikt Escher ook houtgravure (op kopshout), omdat men hiermee gedetailleerder kan werken. Houtsnede zou voor Escher een veelgebruikte techniek blijven.
In 1929 maakte Escher zijn eerste lithografie. Met lithografie kan men ook grijstinten gebruiken, maar het contrast is beperkt. In 1946 waagt Escher zich dan ook aan mezzotint, ook wel 'zwarte kunst' genoemd, omdat hiermee sterker contrast mogelijk is. Mezzotint vergde echter te veel geduld en Escher zou in totaal slechts zeven mezzotinten maken.
Escher bezat een grote technische vaardigheid. Een voorbeeld hiervan is de prent Draaikolken, waarin afbeeldingen van rode en groene vissen het vlak vullen. Beide kleuren werden afgedrukt met hetzelfde blok hout, maar bij het afdrukken van de ene kleur werd het blok 180 graden gedraaid ten opzichte van de afdruk van de andere kleur.
In het begin was techniek belangrijk voor Escher (en dat zou ook zo blijven), maar op een gegeven ogenblik was technische vaardigheid niet meer het hoofddoel. Escher wilde dan de wonderlijke ideeën in zijn hoofd uitdrukken in prenten, en techniek was hiervoor slechts een middel.

### Onderwerpen
In Eschers vroegste werk vinden we vooral landschappen, waarvoor hij inspiratie vond in Italië, en ook wat stillevens en portretten. Pas vanaf zijn veertigste maakte Escher "Escheriaanse" prenten. Hieronder volgt een opdeling van de onderwerpen die typisch zijn voor Escher. De opdeling is artificieel, dekt niet alle prenten, heeft overlappingen en er zijn ook andere opdelingen gepubliceerd.
Regelmatige vlakvullingMet regelmatige vlakvulling bedoelt men een prent die volledig gevuld is met gelijkvormige figuurtjes die elkaar nergens overlappen. Escher inspireerde zich hiervoor op de islamitische kunstwerken zoals hij die zag in het Alhambra in Spanje. In deze kunstwerken waren de figuurtjes abstract, maar bij Escher stellen ze herkenbare dingen voor (meestal diertjes zoals reptielen, vissen en vogels). Soms transformeren de figuurtjes (bijvoorbeeld van vissen in vogels) zoals in de prenten Metamorfose I (1937) en Metamorfose II (1939-1940, 4 meter lang), die uiteindelijk samen werden verwerkt en uitgebreid tot de verlengde versie Metamorfose III (ontwerp 1968, voltooiing en onthulling 1969) die in het toenmalige hoofdpostkantoor van Den Haag door de toen 19-jarige Huug Vooys in het tijdsbestek van meerdere maanden op doek vastgelegd werd. Dit doek heeft in totaal een spanwijdte van achtenveertig meter. Door ingrijpende verbouwingen van het pand was er geen plaats meer voor. Het heeft sinds 7 januari 2008 een nieuwe bestemming gekregen in Lounge 4 van Schiphol.
Andere voorbeelden van prenten waarin regelmatige vlakvulling wordt gebruikt zijn Lucht en water I, Lucht en water II en Dag en nacht. Escher maakte veel prenten met regelmatige vlakvulling en het bleef lange tijd een vruchtbare bron van inspiratie.
Twee dimensies, of drie dimensies?Een voorbeeld hiervan is de prent Tekenen. Enerzijds lijkt het alsof Escher een afbeelding heeft gemaakt van een eerste driedimensionale hand, die een tweede, tweedimensionale hand tekent, anderzijds lijkt het alsof de eerste hand juist tweedimensionaal is, en getekend wordt door de tweede hand, die driedimensionaal is. Een ander voorbeeld is Prentententoonstelling, waarop een man naar een prent kijkt waarop hij zelf afgebeeld is. Reptielen is een combinatie van regelmatige vlakvulling en de relatie twee dimensies - drie dimensies: Escher beeldt een openliggend schrift af, waarin een regelmatige vlakvulling getekend is, maar een van de reptieltjes in de regelmatige vlakvulling stapt uit het schrift en maakte een toertje op de tafel.
Onmogelijke ruimtelijke objectenEen voorbeeld hiervan is Klimmen en dalen. Op deze prent lopen mensen op een soort wenteltrap met maar één wenteling, maar waarvan begin en einde aan elkaar zijn vastgemaakt, zodat de mensen steeds kunnen klimmen zonder ooit hoger te geraken. Andere voorbeeldjes zijn Belvedere, waarop een onmogelijke kubus wordt afgebeeld, en Waterval, waarop een onmogelijke driehoek wordt afgebeeld.
PerspectiefEscher had een voorkeur voor eigenaardige gezichtspunten. Een voorbeeld is Boven en onder, waarop eenzelfde tafereel vanuit twee verschillende gezichtspunten wordt bekeken.
OneindigheidsbenaderingenVoorbeelden hiervan zijn Cirkellimiet I, II en III, en Vierkantlimiet. Deze voorbeelden zijn allemaal regelmatige vlakvullingen, maar aan de randen worden de afgebeelde figuurtjes steeds kleiner, zodat er uiteindelijk schijnbaar oneindig veel figuurtjes afgebeeld zijn. Ringslangen is een ander voorbeeld hiervan.
Simultane wereldenEen voorbeeld hiervan is de prent Drie werelden; de drie werelden zijn: de bomen die weerspiegeld worden in de vijver, de bladeren die op de vijver drijven, en de vis die erin zwemt. Escher was ook gefascineerd door spiegelingen. In het werk van Escher vinden we dus veel kleurcontrast, structuur, symmetrie en spiegelingen terug.
Isometrische illusiesHet is bijvoorbeeld in Hol en bol niet duidelijk of iets juist dichtbij of ver weg is. Het is het effect van een isometrische illusie.

### Wiskundige achtergrond
Zijn gravures verbeelden vaak onmogelijke constructies, studies van oneindigheid en in elkaar passende geometrische patronen die geleidelijk in volstrekt verschillende vormen veranderen. Vele van de werelden die hij tekende zijn ontworpen rond onmogelijke objecten zoals de Neckerkubus en de Penrose-driehoek. Escher ging vaak uit van regelmatige betegelingen van veelhoeken die door uit- en instulpingen mensen, dieren en andere figuren voorstelden.
Maurits Cornelis was de 13 jaar jongere broer van de geoloog Berend George Escher, wiens belangstelling vooral lag bij de kristallografie. De kristallografe Caroline MacGillavry bracht Escher verder in contact met de wetenschappelijke wereld en organiseerde tentoonstellingen van zijn werk op wetenschappelijke congressen. Haar publicaties over Escher maakten hem bekend in de VS. De meetkundige Donald Coxeter maakte een studie van Eschers werk.
Natuurkundige Stephen Hawking stelde in 2012 dat het heelal zou kunnen lijken op een pentekening, cirkellimiet IV, van Escher.

### Onvolledige lijst van Eschers grafische werk
- Bomen, inkt (1920)
- St. Bavo, Haarlem, inkt (1920)
- Flor de Pascua, houtsnede/boek illustraties (1921)
- Dolfijnen, houtsnede (1923)
- Fara San Martino, houtsnede (1928)
- Toren van Babel, houtsnede (1928)
- Straat in Scanno, Abruzzi, lithografie (1930)
- Castrovalva, lithografie (1930)
- De Brug, lithografie (1930)
- Palizzi, Calabrië, houtsnede (1930)
- Pentedattilo, Calabrië, lithografie (1930)
- Atrani, Amalfi, lithografie (1931)
- Lichtende zee, Lithografie (1933)
- Pineta van Calvi, Corsica (juni 1933)
- Stilleven met bolspiegel, lithografie (1934)
- Hand met spiegelende bol, lithografie (1935)
- Sint Pieter, Rome, houtgravure (1935)
- Portret van Ir. G.A. Escher, lithografie (1935)
- “Hel”, lithografie, naar een schilderij van Jheronimus Bosch (1935)
- Regelmatige vlakverdeling, reeks tekeningen die tot in de jaren 60 werd voortgezet (1936)
- Metamorphose I, houtsnede (1937)
- Dag en nacht, houtsnede (1938)
- Kringloop, lithografie (1938)
- Lucht en water I, houtsnede (1938)
- Lucht en water II, lithografie (1938)
- Metamorphose II, houtsnede (1939–1940)
- Verbum, lithografie (1942)
- Reptielen, lithografie (1943)
- Ontmoeting, lithografie (1944)
- Dorische zuilen, houtgravure (1945)
- Drie bollen I, houtgravure (1945)
- Toverspiegel, lithografie (1946)
- Drie bollen II, lithografie (1946)
- Andere wereld I, mezzotint (1946)
- Oog, mezzotint (1946)
- Andere wereld II, houtgravure (drie blokken) (1947)
- Kristal, mezzotint (1947)
- Hoog en laag, lithografie (1947)
- Tekenen, lithografie (1948)
- Dauwdruppel, mezzotint (1948)
- Sterren, houtgravure (1948)
- Dubbele planetoïde, houtgravure (1949)
- Tegenstelling, lithografie (1950)
- Rimpeling, linoleumsnede (twee blokken) (1950)
- Wentelteefje, lithografie (1951)
- Trappenhuis, lithografie (1951)
- Modderplas, houtsnede (1952)
- Zwaartekracht, lithografie (1952)
- Draak, houtgravure (1952)
- Kubische ruimteverdeling, lithografie (1952)
- Relativiteit, lithografie en houtsnede (1953)
- Viervlak-planetoïde, houtsnede (1954)
- Hol en bol, lithografie (1955)
- Drie werelden, lithografie (1955)
- Prentententoonstelling, lithografie (1956)
- Kubus met banden, lithografie (1957)
- Draaikolken, houtsnede (1957)
- Belvedere, lithografie (1958)
- Bolspiralen, houtsnede (1958)
- Klimmen en dalen, lithografie (1960)
- Waterval, lithografie (1961)
- Band van Möbius II, houtsnede (1963)
- Knopen, houtsnede van drie blokken (1965)
- Metamorphose III, houtsnede (1967–1968)
- Slangen, houtsnede (1969)

## Uitspraken van Escher
- "Ik geloof dat het maken van prenten, zoals ik dat doe, bijna alleen een kwestie is van het zo verschrikkelijk graag goed willen doen."
- "Ik zou een tweede leven kunnen vullen met het werken aan mijn prenten."
- "Op momenten van groot enthousiasme schijnt het me toe dat er nooit op de wereld, door niemand, zo iets moois en belangrijks gemaakt is."
- "Ik speel een vermoeiend spel."
- "Ik word niet volwassen. In mij is het kleine kind van vroeger."
- "De dingen die ik wil uiten zijn zo prachtig en zuiver."
- "Ik wandel steeds in raadselen. Er komen telkens jongelui die zeggen: u maakt ook popart. Ik weet helemaal niet wat dat is, popart. Dit werk maak ik al dertig jaar."

## Publicaties van Escher
- Timbre-poste pour l'avion, in Les timbres-poste des Pays-Bas 1929 à 1939, Den Haag 1939, p 59
- Hoe ik er toe kwam, als graficus, ontwerpen voor wandversiering, in De Delver XIV, 6, 11, p81
- Samuel Jessurun de Mesquita in Catalogus tentoonstelling S.J. de Mesquita en Mendes da Costa, Stedelijk Museum, Amsterdam 1946
- Nederlandse grafici vertellen van hun werk II, in Phoenix II, 4, 1947, p 90
- Inleiding, in Catalogus M.C. Escher, Stedelijk Museum Nr. 118, Amsterdam 1954
- Regelmatige vlakverdeling, Utrecht 1958 (De Roos)
- Oneindigheidsbenaderingen in J. Hulsker, De wereld van het zwart en wit, Amsterdam 1959
- Grafiek en tekeningen, Zwolle 1959
- The Graphic Work of M.C. Escher, London/New York 1961
- M.C. Escher, Grafiek en tekeningen, Zwolle 1979, met Eschers commentaar (uitgebreide herdruk van uitgave van 1959)
- The Graphic Work of M.C. Escher, Ballantine, 1971, met Eschers commentaar (uitgebreide herdruk van uitgave van 1961)

## Museum Escher in Het Paleis
Sinds 16 november 2002 is het voormalige tot museum verbouwde Paleis Lange Voorhout in Den Haag gewijd aan de werken van Escher onder de naam Escher in Het Paleis.

## Werk in openbare collecties (selectie)
- Museum Boijmans Van Beuningen, Rotterdam[12]
- Rijksmuseum Amsterdam[13]
- Museum Escher in Het Paleis, Lange Voorhout te Den Haag

## Tentoonstellingen
Onder meer
- 1923 - Siena, Circolo artistico senese
- 1924 - Den Haag, Galerie de Zonnebloem
- 1926 - Rome, Palazetto Venezia / Amsterdam, Boekhandel Scheltema en Holkema (met onder meer Mesquita)
- 1927 - Amsterdam, Amsterdamsche Ateliers voor Binnenhuiskunst
- 1928 - Leiden, Museum De Lakenhal
- 1933 - Den Haag, Kunsthandel Johan D. Scherft
- 1952 - Rotterdam, Museum Boijmans van Beuningen/Venetië, Biënnale
- 1953 - Arnhem, Gemeentemuseum
- 1954 - Washington, Whyte Gallery
- 1957 - Amsterdam, Stedelijk Museum
- 1959 - Eindhoven, Van Abbemuseum
- 1960 - Utrecht, Kunstliefde
- 1964 - Hilversum, Goois Museum/Lincoln Mass., Decordova Museum/Cambridge Mass., MIT's Hayden Gallery
- 1965 - New York, IBM Gallery
- 1968 - Washington, Mickelson Gallery/Den Haag, Gemeentemuseum/Laren, Singermuseum
- 1969 - Bonn, Landesmuseum/Bern, Kunsthalle
- 2018 - Leeuwarden, Fries Museum, Escher op reis

Een expositie over de magische wereld van Escher in Rio de Janeiro is de best bezochte tentoonstelling van 2011 geweest met meer dan 573.000 mensen.

## Eerbetoon
- In 1965 ontving Escher de Hilversumse cultuurprijs.[15]
- 1972 de Singerprijs[16]
- In het tv-programma De Grootste Nederlander uit 2004 kwam Escher op plek 37 terecht.

## Documentaires
- 2018 - bioscoopdocumentaire Escher - Het Oneindige Zoeken[17]
- 2018 - De metamorfose van Escher, een online interactieve documentaire, NTR[18]

## Trivia
- Escher hield van de muziek van Bach en van boeken als Alice in Wonderland en De Hobbit.
- Escher was linkshandig.[17]
- Mick Jagger van The Rolling Stones vroeg Escher tweemaal tevergeefs diens werk voor een LP-hoes te mogen gebruiken. Jagger opende de eerste brief met "Beste Maurits", Escher antwoordde beleefd dat hij daar geen tijd voor had maar eindigde met "By the way, please tell Mr. Jagger I am not Maurits to him but "Very sincerely M.C. Escher"".[19]
- Op de cover van Mike Oldfields Boxed (1976) wordt het thema van twee van Eschers werken overgenomen, namelijk Galerij en Andere Wereld;.[20][21]
- De Amerikaan Douglas Hofstadter schreef in 1979 het boek Gödel, Escher, Bach, dat algemeen bekend werd.
- De Nederlandse rapper Def P (pseudoniem van Pascal Griffioen) nam op zijn album Pascal Rascal een ode aan Escher op.
- Escher heeft in de aula van Begraafplaats Tolsteeg in Utrecht een muurschildering gemaakt.
- "Weird Al" Yankovic noemt M.C. Escher in de songtekst van White & Nerdy in de regel: M.C. Escher, that's my favorite M.C.